# バローロ (ワイン)
バローロ (Barolo) は、イタリア・ピエモンテ州のバローロ村とその周辺のいくつかの村で生産されるイタリアワインである。EUの原産地名称保護制度において最上位のDOCGに認定されている赤ワイン。

## 概要
ジビエとなる野獣や野鳥が豊富に得られるこの地方では、多くのイタリアのワインが酸味が強い割にタンニンの少ない軽めの味わいになっている中で、長期熟成に耐える、色が濃く、しっかりした渋みと、深いこくのあるワインを作ってきた。ネッビオーロ種で作られるワインは、アルコール度数が高く、非常に重厚な味わいのワインで、「ワインの王様、王様のワイン」とも呼ばれて、バルバレスコ (ワイン)(主原料は同じネッビオーロ種)と並ぶ最高級ワインの評価を得てきた[1]。 
ピエモンテ州のワイン生産者達は1970年代以降、品質競争で優位にあるフランス、アメリカを追いかけるかたちで、近代的醸造技術の導入により高品質ワインの製造に乗り出した。このタイプのワインは、アメリカで好評を博したのを端緒に、国外市場において高値で取引されるようになり、経済的動機によって追従する生産者が増えた。その結果、同じくバローロを称するワインに新旧のスタイルが入り乱れる状態を招いた（バローロ戦争）。

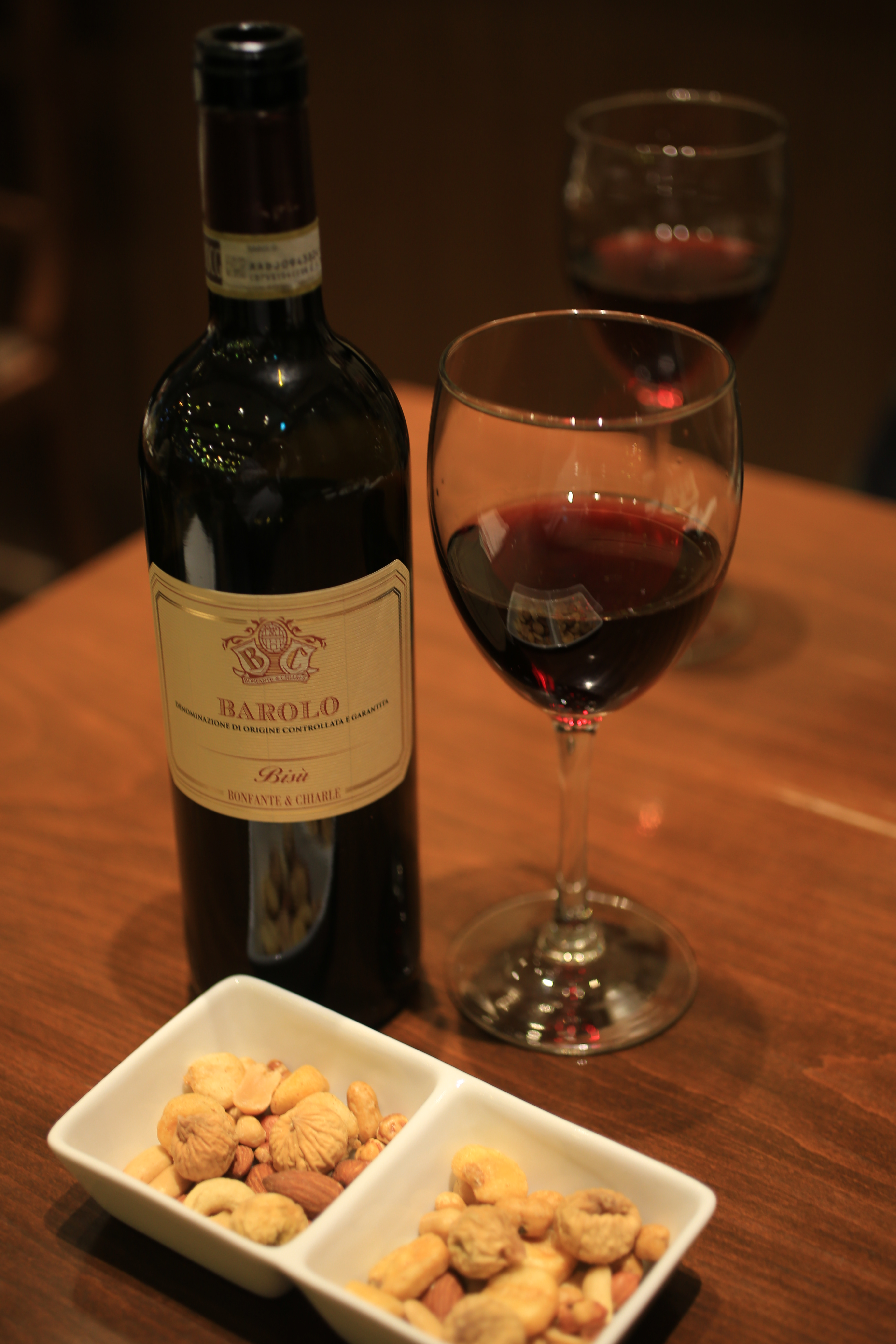
濃いルビー色が特徴のバローロ

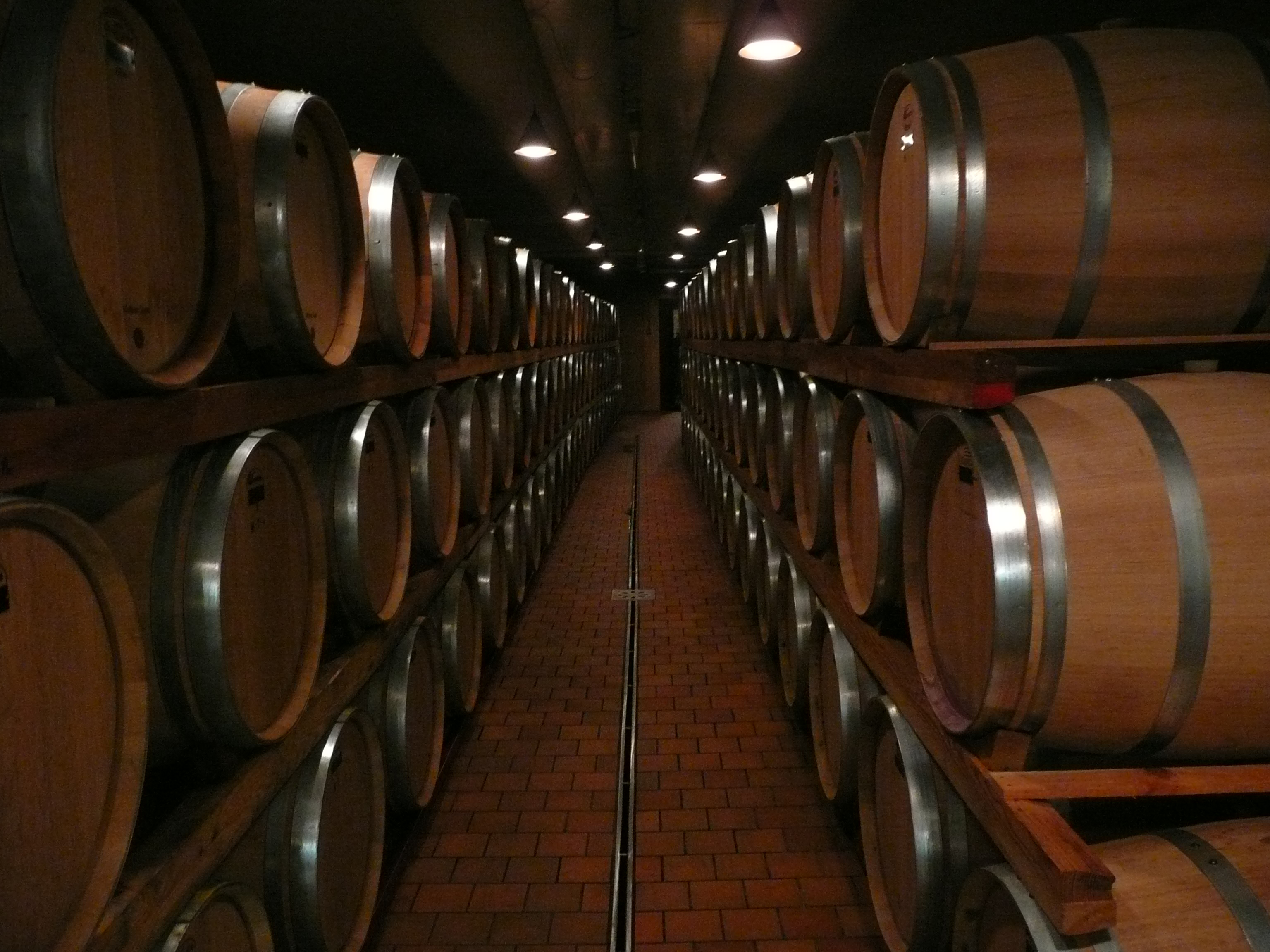
バローロのワインセラー

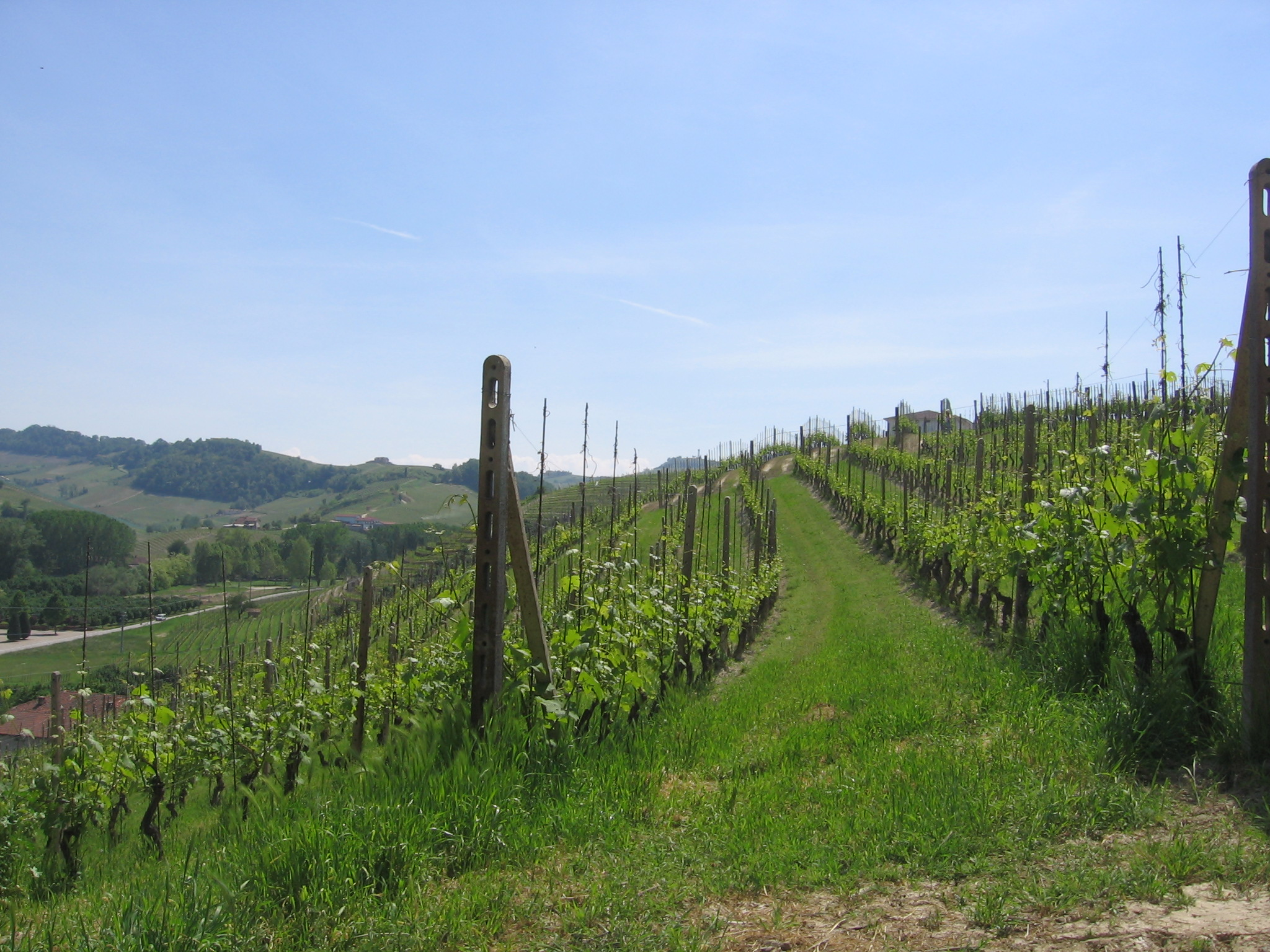
バローロのワインセラー